# Dibucaína
A dibucaína ou cinchocaína é um fármaco utilizado pela medicina como anestésico local. É indicado em inflamações retais, como hemorróidas. Utiliza-se também no alívio da dor, prurido, inflamação de queimaduras pequenas, cortes, picadas de inseto e dermatites de contato. Por inibir a atividade da enzima colinesterase plasmática in vitro, é utilizada como reagente no diagnóstico de indivíduos com colinesterase anormal.

## Mecanismo de ação
Bloqueio de condução nervosa, por diminuir a permeabilidade da membrana neuronal para íons de sódio reversivelmente. O potencial de propagação torna-se insuficiente e ocorre o bloqueio da condução.
Em pomadas, o início de ação é de cerca de 15 minutos e tem duração de 2 a 4 horas.

## Precauções
A utilização da dibucaína durante a gravidez não foi estudada na espécie humana nem em qualquer espécie animal. Porém, não é conhecido qualquer tipo de reação adversa nesses casos, muito menos para a lactação.

## Nomes comerciais
- Nupercainal®